# Arichanna adjuncta
Arichanna adjuncta là một loài bướm đêm trong họ Geometridae.